# دعم التحول الديمقراطي وحقوق الإنسان

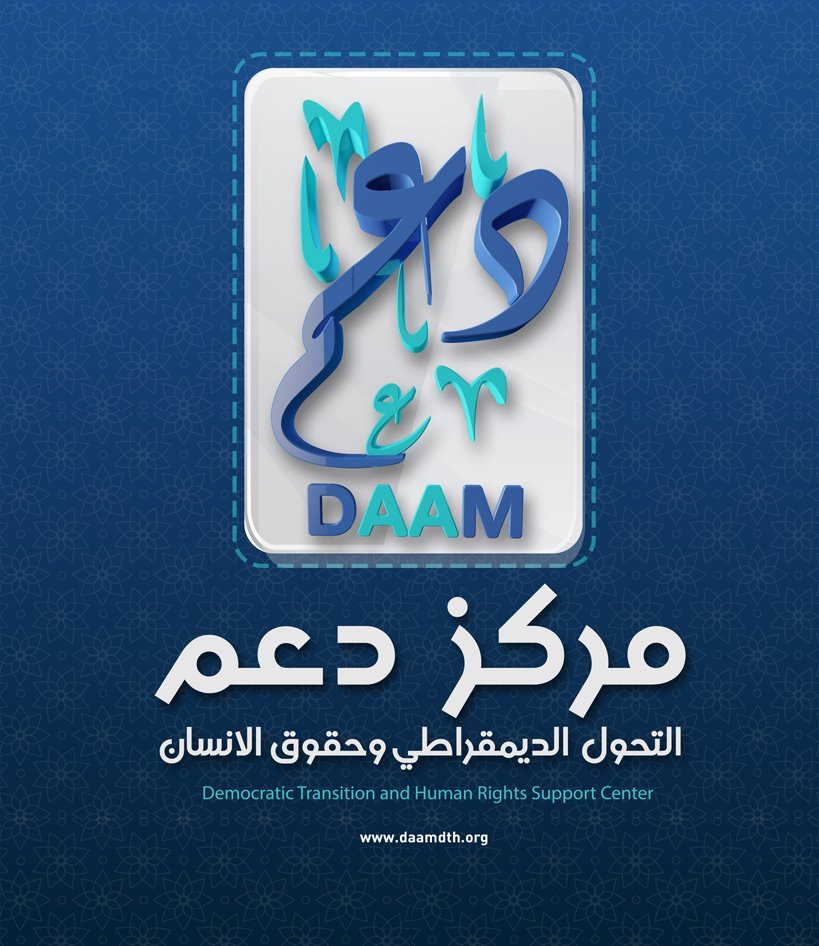
دعم التحول الديمقراطي

مركز دعم التحول الديمقراطي وحقوق الإنسان هي مؤسسة شبه أقليميه غير حكومية مستقلة تأسست عام 2015. تهدف إلى خلق مناخ ملائم للتقدم بالبناء الديمقراطي المستند إلى مبادئ حقوق الإنسان في تكاملها وشموليتها. وتسعى إلى دعم وتعزير مسارات ومؤسسات ديمقراطية تشاركية على أسس المدنية والمساواة والتنمية المستدامة، وذلك من خلال تنمية القدرات ودعم الجهود الرامية إلى إصلاح السياسات والتشريعات بما يلائم مبادئ الديمقراطية المرتكزة على حقوق الإنسان والإسهام في إنتاج معرفة حول واقع ومسارات التحول الديمقراطي في البلدان المعنية. وتعمل المؤسسة بالتعاون مع الأطراف المعنية من منظمات وهيئات المجنمع المدني المحلية، والإقليمية، والدولية، والجهات الحكومية والقوى السياسية وناشطين المجتمع المدني

## أهداف المركز
مركز دعم التحول الديمقراطي وحقوق الإنسان (دعم) يهدف إلى تعزيز مسارات بناء مجتمعات ديمقراطية مرتكزة على حقوق الإنسان، وذلك بالشراكة والتعاون مع الأطراف المعنية وفي مقدمتها منظمات المجتمع المدنى، وذلك من خلال ثلاثة أهداف أساسية وهي:
```
تعزيز وبناء قدرات الفاعلين في مسارات 
التحول الديمقراطى
.
```

الإسهام في خلق مناخ سياسى وثقافى وتشريعى داعم للديمقراطية وموائم لمعايير حقوق الإنسان.
الإسهام في إنتاج واتاحة المعرفة ذات الصلة بالتحول الديمقراطى.

### برامج
برامجنا:
أولا: برنامج تنمية القدرات:
مهمة هذا البرنامج تقديم الدعم الفني والتقني لمنظمات المجتمع المدني لمساعدتها في دمج قيم حقوق الإنسان والمواطنة للفاعلين في مسارات التحول الديمقراطى وفي مقدمتها المنظمات غير الحكومية والأحزاب السياسية والنقابات والمبادرات الشبابية.
ثانيا: برنامج إصلاح السياسات والتشريعات:
يعنى هذا البرنامج بالعمل على إصلاح منظومة التشريعات المحلية وملاءمتها للمعايير الدولية لحقوق الإنسان، وكذلك مراجعة واقتراح السياسات ذات الصلة بحقوق الإنسان، والعمل مع الشركاء من أجل وضعها موضع التنفيذ.
ثالثا: برنامج الدراسات والبحوث:
يعنى هذا البرنامج بإجراء الدراسات والبحوث حول واقع ومسارات التحول الديمقراطي في البلدان المعنية، وكذلك عمليات الرصد والتوثيق، وإتاحة الموارد المعرفية في صورة رقمية.

## فريق العمل بالمركز
محمد عمران المدير التنفيذي للمؤسسة
عاطف الفالح مدير مالي واداري
مروة بلقاسم مسؤولة برنامج البحوث والدراسات
سالم غلاب منسق تونس ليبيا
أيمان السعدي المساعدة الادارية لمركز دعم
سامح سمير محامي باحث قانوني ومسئول ملف مصر
طارق حسين محامي باحث قانوني

## أصدارت المركز
صدر للمؤسسة العديد من الأصدارت 
ومنها 
تطور السياسات والتشريعات المتعلقة بحقوق الإنسان والانتقال الديمقراطي في مصر، تونس وليبيا

الدستور وحُقوق الإنسان في بِلدان الثورات العَربية (تونس، مصر وليبيا) نموذجًا

ادماج ثقافة حقوق الإنسان والنوع الاجتماعي في المجال السياسي: بين خصوصية السياق وأهمية الرهانات (ليبيا)